# Ménil-Hermei
Ménil-Hermei (me.ni.l‿ɛʁ.mɛⓘ) es una población y comuna francesa, situada en la región de Baja Normandía, departamento de Orne, en el distrito de Argentan y cantón de Putanges-Pont-Écrepin.

## Demografía
| 221 | 208 | 203 | 210 | 176 | 155 |
| Para los censos de 1962 a 1999 la población legal corresponde a la población sin duplicidades (Fuente: INSEE [Consultar]) |     |     |     |     |     |